# Рыбакова, Ирина Владимировна
Ирина Владимировна Рыбакова (род. 1962) — советский и российский художник-живописец. Член Союза художников СССР (1991) и ТСХР (с 2009). Член-корреспондент РАХ (2018). Заслуженный художник Российской Федерации (2015).

## Биография
Родилась 14 августа 1962 года в городе Вышний Волочёк.
С 1979 по 1984 год обучалась на художественно-графическом факультете Костромского государственного педагогического института имени Н. А. Некрасова. С 1979 года работала художником в Костромском отделении Союза художников России и художником-реставратором в Костромском филиале Всероссийском художественном научно-реставрационном центре имени И. Э. Грабаря. С 2004 по 2008 год на педагогической работе в Красносельском училище художественной обработки металлов в должности преподавателя живописи и с 2009 по 2013 год в 
Костромском государственном технологическом университете в должности доцента по кафедре технологии художественной обработки материалов, художественного проектирования, искусств и технического сервиса. С 2009 по 2010 год — член Правления Костромского областного отделения Союза художников России.
Наиболее известные художественные произведения И. В. Рыбаковой в области живописи: «На озере» (2002), «Старые тополя» (2010), «Новогодняя ёлка» (2012), «Голубой апрель. Родом из детства» (2013), «Вечер в деревне» (2014), «Мирная весна» и «Первоцвет» (2015), «Деревня Подол. Автолавка» и  «Паромная переправа на Волге» (2017). И. В. Рыбакова являлась куратором всероссийского пленэра «Грачи прилетели — XXI век» и российско-испанского художественного проекта «Каталония глазами российских художников». С 1981 года Т. И. Рыжова была участницей всероссийских, зарубежных и персональных выставок в том числе в России, Белоруссии и таких зарубежных странах как Кувейт, Черногория, Хорватия, Китай, Германия, Англия, Франция, США, Кипр и Испания. И. В. Рыбакова в 2008 году становится лауреатом национальной премии в области современного изобразительного и декоративного искусства «Русская галерея XXI век» и премии «Отражение» Российского фонда культуры.
С 1991 года И. В. Рыбакова была избрана членом Союза художников СССР по рекомендации художников Н. Н. Соломина и А. П. Левитина, с 2009 года — Творческий союз художников России. В 2018 году избрана — член-корреспондентом Российской академии художеств по Отделению живописи.
5 июня 2015 года Указом Президента России «За заслуги в области искусства» И. В. Рыбаковой было присвоено почётное звание Заслуженный художник Российской Федерации.

## Награды
- Заслуженный художник Российской Федерации (2015)[5]